# Bipedidae
Bipedidae – monotypowa rodzina amfisben z rzędu łuskonośnych (Squamata).

## Zasięg występowania
Rodzina obejmuje gatunki występujące endemicznie w Meksyku.

## Systematyka

### Etymologia
- Bipes: łac. bi- „dwa, podwójny”, od bis „dwa razy”[8]; pes, pedis „stopa”, od gr. πους pous, ποδος podos „stopa”[9].
- Chirotes: gr. χειρωτός kheirōtos „obdarzony rękami”[10]. Gatunek typowy: Bipes canaliculatus Latreille, 1801.
- Microdipus: gr. μικρος mikros „mały”[11]; διπους dipous „dwunogi”[12]. Gatunek typowy: Bipes canaliculatus Latreille, 1801.
- Bimanus: łac. bi- „dwa, podwójny”, od bis „dwa razy”[8]; manus „ręka”[13]. Gatunek typowy: Bipes canaliculatus Latreille, 1801.
- Euchirotes: gr. ευ eu „ładny, dobry, typowy”[14]; rodzaj Chirotes Cuvier, 1817. Gatunek typowy: Euchirotes biporus Cope, 1894.
- Hemichirotes: ἡμι- hēmi- „pół-, mały”, od ἡμισυς hēmisus „połowa”[15]; rodzaj Chirotes Cuvier, 1817. Gatunek typowy: Hemichirotes tridactylus Dugès, 1894.

### Podział systematyczny
Do rodziny należy jeden rodzaj z następującymi gatunkami: 
- Bipes biporus – ajolot[16]
- Bipes canaliculatus
- Bipes tridactylus